# Tromatobia ornata

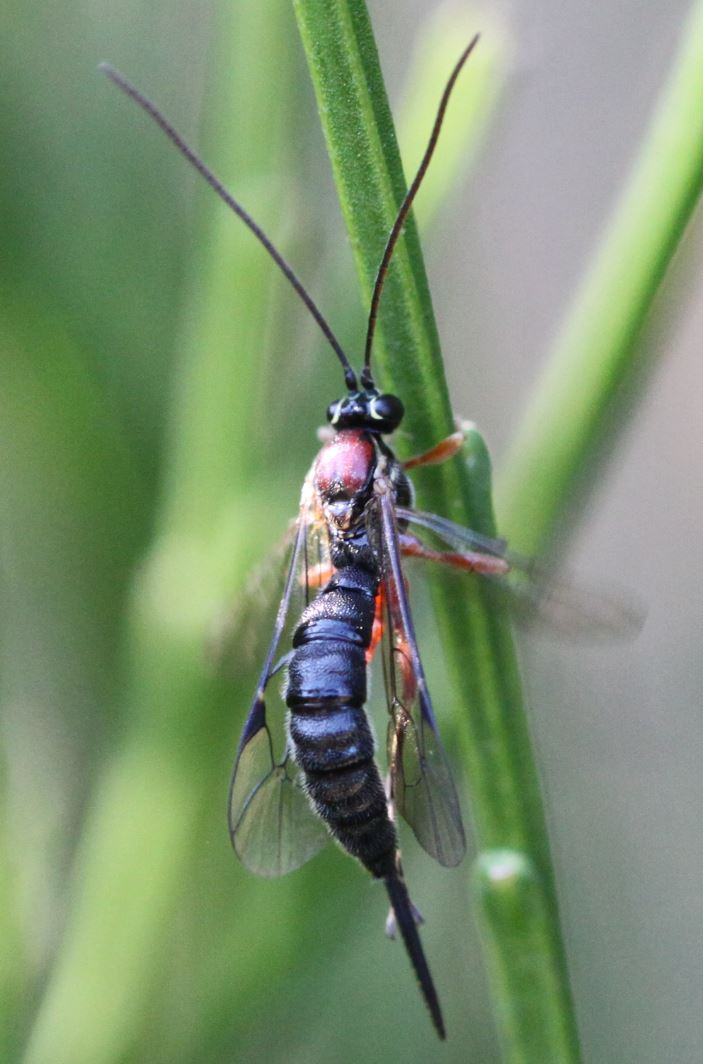
Weibchen

Tromatobia ornata ist eine Schlupfwespe aus der Tribus Ephialtini innerhalb der Unterfamilie der Pimplinae. Die Art wurde von dem Entomologen Carl Gravenhorst im Jahr 1829 als Pimpla ornata erstbeschrieben. Das Art-Epitheton ornata kommt aus dem Lateinischen und bedeutet „verziert“.

## Merkmale
Die mittelgroßen Schlupfwespen sind überwiegend schwarz gefärbt. Das Mesoscutum (Rückenplatte) ist gewöhnlich rot gefärbt. Es wird seitlich von einem gelben Strich begrenzt. Entlang dem Augeninnenrand verläuft eine deutliche gelbe Strichzeichnung. Die Fühler sind rötlich schimmernd. Die Beine sind überwiegend rot gefärbt. Lediglich die mittleren und hinteren Tibien und Tarsen sind weißlich-schwarz gemustert. Die Weibchen besitzen einen mittellangen Ovipositor (Legestachel).

## Ähnliche Arten
Die habituell ähnlichen Arten Tromatobia lineatoria und Tromatobia ovivora sind auf andere Spinnen als Wirte spezialisiert.

## Verbreitung
Tromatobia ornata ist in Europa weit verbreitet. Im Norden reicht das Vorkommen bis nach Fennoskandinavien und auf die Britischen Inseln. Im Süden reicht das Vorkommen in den Mittelmeerraum. Während des 20. Jahrhunderts dehnte die Wespenspinne (Argiope bruennichi) ihr Verbreitungsgebiet stark nach Norden in das nördliche Mitteleuropa aus. Die mit dieser Spinnenart eng verzahnt lebende Schlupfwespe Tromatobia ornata folgte ihr daraufhin.

## Lebensweise
Tromatobia ornata ist eine thermophile Art, die hauptsächlich im Mittelmeerraum heimisch ist. Sie bildet eine Generation im Jahr. Die Schlupfwespen beider Geschlechter beobachtet man hauptsächlich zwischen März und Mai. Anschließend findet vermutlich eine Diapause der Weibchen statt. Tromatobia ornata ist auf die Wespenspinne als Wirtsart spezialisiert. Zwischen Mitte Juli und Ende September werden die Weibchen wieder aktiv. Sie suchen die Kokons der Wespenspinnen, in welche sie jeweils mit Hilfe ihres Ovipositors gewöhnlich ein bis drei Eier ablegen. Die geschlüpften Schlupfwespenlarven ernähren sich als idiobionte Ektoparasitoide vom Eigelege der Spinne und verpuppen sich noch im Herbst im Spinnenkokon, in dem sie anschließend überwintern.

## Taxonomie
In der Literatur finden sich folgende Synonyme:
- Tromatobia arachnicida Forster, 1888